# Pierre Belon Lapisse
Pour les articles homonymes, voir Belon et Lapisse.
Pierre Belon Lapisse, né le 25 novembre 1762 à Lyon et mort le 30 juillet 1809 à Santa Olalla en Espagne, des suites de ses blessures reçues à la bataille de Talavera, est un général français de la Révolution et de l’Empire. Il s'enrôle à 16 ans dans l'armée française sous le règne de Louis XVI et participe à la guerre d'indépendance américaine. Officier au moment où éclate la Révolution française, son beau comportement à l'armée d'Italie lui vaut le grade de général de brigade en 1799. Il s'illustre au sein du VIIe corps d'armée à Dornbirn, Iéna, Czarnowo, Golymin et Eylau. Promu à la tête d'une division du Ier corps de Victor, il se signale encore à la bataille de Friedland le 14 juin 1807.
En 1808, Lapisse, titré baron de l'Empire, est envoyé dans la péninsule espagnole, toujours comme divisionnaire de Victor. Il prend une part décisive à la victoire d'Espinosa au mois de novembre, mais brille moins lors de son commandement au Portugal en se laissant manœuvrer par une troupe largement inférieure en nombre. Le général se rattrape le 27 juillet 1809 à Casa de Salinas où il surprend et vainc une division d'infanterie britannique. Il est mortellement blessé le lendemain alors qu'il mène ses hommes à l'assaut au cours de la meurtrière bataille de Talavera. L'un de ses contemporains a écrit à son propos qu'« il était brave mais rien de plus ».

## Biographie
Pierre Belon Lapisse naît le 25 novembre 1762 à Lyon dans une famille de tapissiers. Le 5 avril 1779, à l'âge de 16 ans, il s'engage au régiment d'Armagnac — dédoublement du régiment de Navarre — et participe comme simple soldat à la guerre d'indépendance américaine de 1780 à 1783. Il est promu au grade de sergent en 1784 à l'issue de la campagne.

### Sous la Révolution française et le Consulat

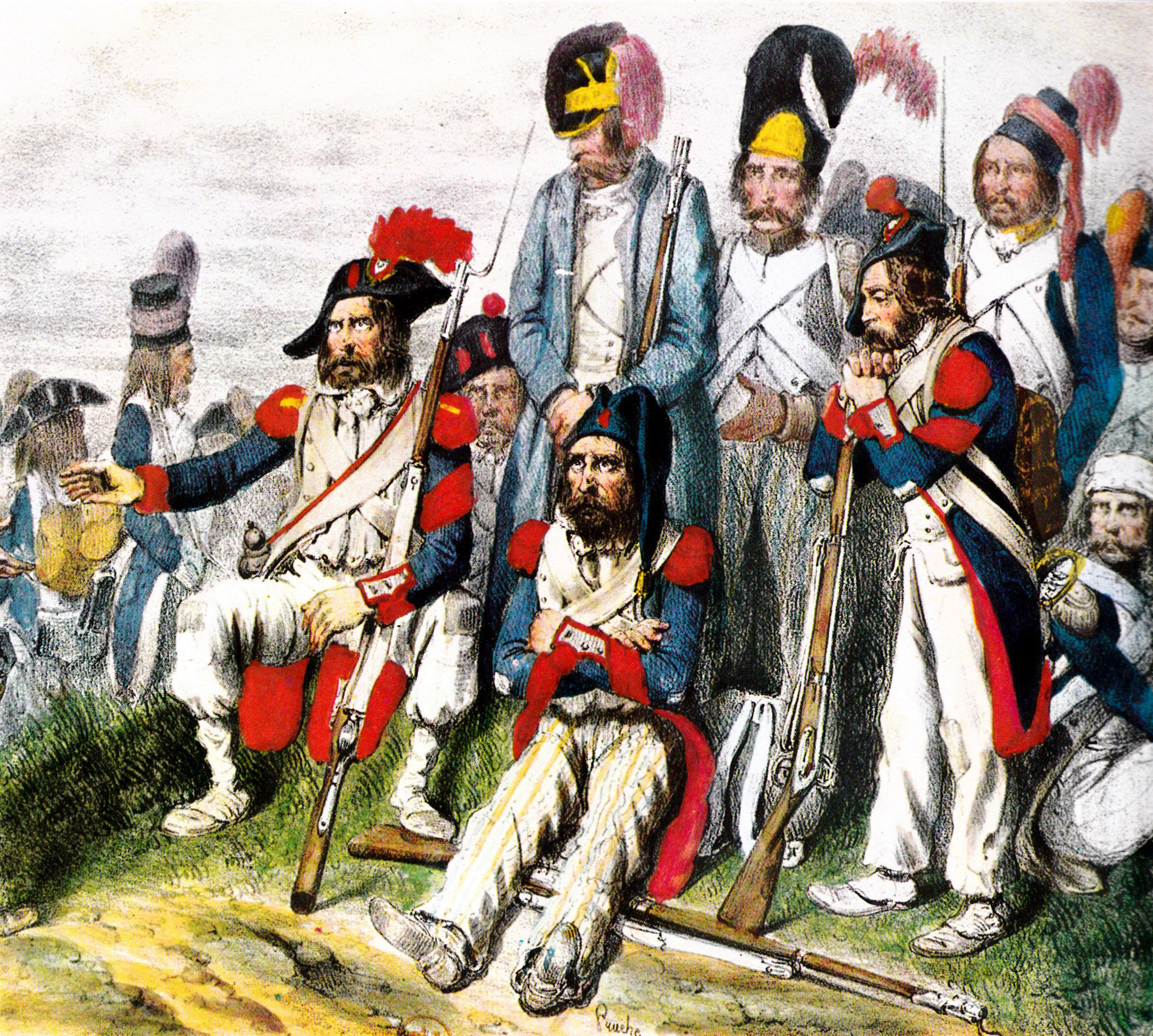
L'armée d'Italie en 1796, vue par le lithographe Pauchs.

La Révolution française éclate le 14 juillet 1789. La carrière de Lapisse prend alors un nouveau tournant. Le 10 décembre de la même année, il est nommé lieutenant dans la compagnie franche des chasseurs corses, puis passe avec sa compagnie dans le 16e bataillon d'infanterie légère avec le grade d'adjudant-major le 9 mai 1793. Ce même 16e bataillon forme ensuite le noyau de la 16e demi-brigade légère. Lapisse devient capitaine le 2 août suivant et chef de bataillon le 22 mars 1794. Il sert en Corse pendant deux ans, notamment au siège de Bastia où il est blessé. Fait chef de brigade le 26 mars 1795, il est envoyé dans le Piémont et reçoit une nouvelle blessure devant Ormea. Quelques mois plus tard, le 8 novembre, il est fait commandant de la 83e demi-brigade de ligne.
Au début de l'année 1796, Lapisse et sa 83e sont affectés à l'armée d'Italie dans la 1re division du général André Mouret. Après le « deuxième amalgame » de l'armée française au mois de mai, la 83e devient la 57e demi-brigade, avec Lapisse en tant que chef de brigade à partir du 19 juin 1796. La 57e se distingue dès le 3 août à la bataille de Lonato, au sein de la brigade Victor ; elle fait ensuite partie de la réserve mixte de l'armée d'Italie avec le 25e régiment de chasseurs à cheval. Le 15 janvier 1797 la 57e de Lapisse est engagée à Rivoli et contribue à défaire la colonne du marquis de Lusignan. Les combats se renouvellent dès le lendemain à La Favorite où la 57e repousse cette fois la garnison autrichienne de Mantoue puis aide à la capitulation du corps de Provera. Elle participe enfin à la campagne de printemps en Carinthie et se signale à la bataille de Valvasone le 16 mars. Son beau comportement au cours de la campagne lui vaut le surnom de « La Terrible ».
La 57e toujours sous les ordres de Lapisse quitte le front d'Italie en 1798 pour être employée à l'armée d'Angleterre et peu après, à celle de Mayence. Le 10 juin 1799, Lapisse est transféré à l'armée du Danube comme colonel de la 36e demi-brigade de ligne. À la mi-septembre, la 36e est à l'armée d'Helvétie dans la division du général Jean-de-Dieu Soult. Lors de la bataille de Zurich — du 25 au 26 septembre 1799 —, Lapisse est chargé, de concert avec le chef de brigade Pierre-Charles Lochet, d'effectuer le passage de la Linth par le pont de Grynan. Lochet parvient dans un premier temps à se déployer sur l'autre rive ; mais alors qu'il est vigoureusement attaqué par trois bataillons russes, le pont s'effondre. Lapisse entre à son tour dans l'action et par un feu de mousqueterie bien dirigé, met le désordre dans les rangs ennemis que Lochet achève de culbuter à la baïonnette. Le général en chef autrichien Friedrich von Hotze est tué au cours de la bataille et son armée mise en déroute. Lapisse est promu général de brigade sur le champ de bataille, grade qui lui est confirmé le 27 septembre. Il se distingue encore par la suite à l'armée d'Italie sous les ordres de Brune et de Moncey. Le 12 janvier 1801, son cheval est tué sous lui lors d'un accrochage à Castelfranco Veneto, alors qu'il dirige la 1re brigade française d'avant-garde. Après la signature de la paix, il fait partie de la division française à la solde de la République ligurienne de 1801 à 1803 avant d'être fait chevalier de la Légion d'honneur le 11 décembre de la même année.

### Général d'Empire

#### Premières campagnes napoléoniennes

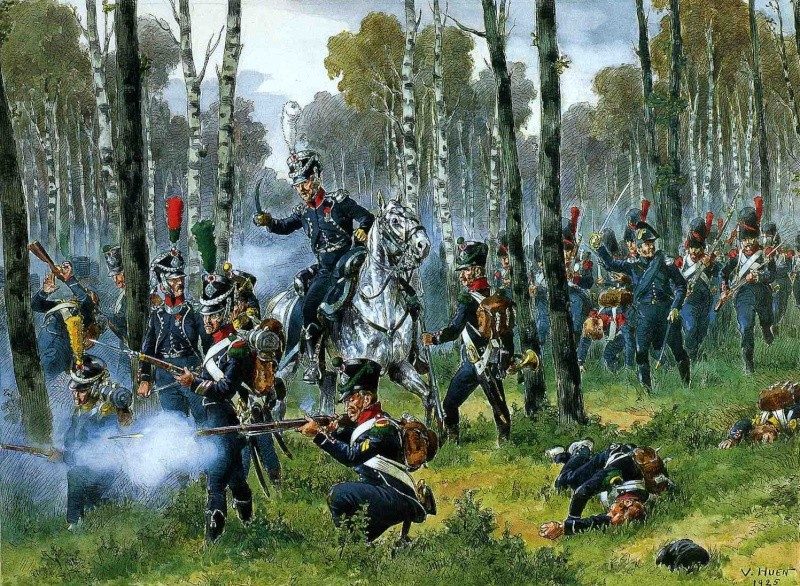
L'infanterie légère française au combat, par Victor Huen. À Iéna, le 16e léger de la brigade Lapisse mène l'attaque française contre la division saxonne von Zeschwitz.

Fait commandeur de la Légion d'honneur le 14 juin 1804, il prend le commandement d'une brigade de la 1re division du VIIe corps du maréchal Pierre Augereau, qui stationne à cette période au camp de Brest. Le général est présent avec le reste de sa division lors de la capitulation autrichienne de Dornbirn, le 13 novembre 1805, qui livre aux Français le feld-maréchal-lieutenant Jelačić, trois généraux, 160 officiers et 3 895 soldats. Le corps d'Augereau ne participe pas à la bataille d'Austerlitz mais se rattrape lors de la campagne de Prusse et de Pologne. Le 14 octobre 1806 à Iéna, il sert une nouvelle fois comme brigadier sous le général Jacques Desjardin. À la tête de quatre bataillons du 16e régiment d'infanterie légère, Lapisse mène l'assaut de la 1re division sur le col de Schneke face aux Saxons de von Zeschwitz. Le village d'Isserstadt tombe aux mains du VIIe corps à 11 h 30. Le combat se poursuit l'après-midi et s'achève par la reddition de la quasi-totalité de la division saxonne, soit environ 6 000 hommes. Les opérations se poursuivent ensuite contre les Russes. Un affrontement a lieu le 24 décembre à Czarnowo où Lapisse fait montre de ses capacités. Alors que le gros de la division Desjardin parvient à franchir la Wkra et à établir une tête de pont à Kołoząb en dépit d'une furieuse résistance, Lapisse se porte en aval sur le pont de Pruszkowo, en surprend la garde et ouvre un point de passage supplémentaire. Il donne de sa personne à la bataille de Golymin deux jours plus tard et est élevé au grade de général de division le 30 décembre 1806.

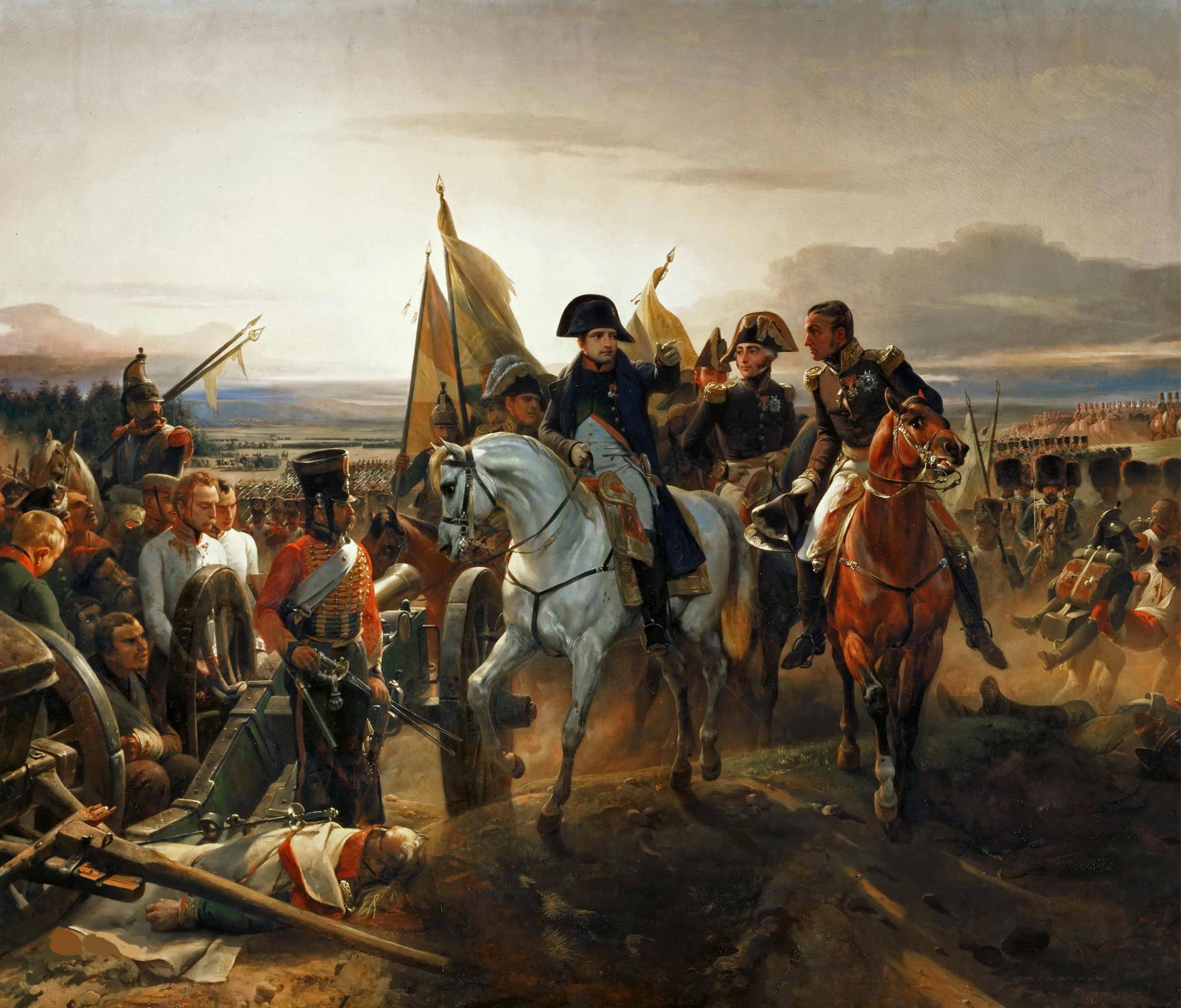
Napoléon à Friedland, par Horace Vernet. Le Ier corps y joue un rôle décisif en appuyant l'infanterie du maréchal Ney.

Le 8 février 1807, Lapisse participe à la bataille d'Eylau où le VIIe corps est quasiment anéanti. Chargés d'attaquer l'aile gauche des Russes, les soldats d'Augereau se perdent dans une tempête de neige et viennent donner sur le centre ennemi, défendu par une batterie de 70 pièces de canons. La mitraille hache des milliers d'hommes et contraint les survivants à refluer vers l'arrière, sabrés par la cavalerie russe. Les pertes sont si énormes que le VIIe corps est dissous après la bataille et ses éléments répartis dans les autres formations françaises. Lapisse se retrouve alors au Ier corps du général de division Victor avec le commandement de la 2e division. Ses unités comprennent le 16e léger et le 45e de ligne de la brigade Pacthod ainsi que les 8e et 54e de ligne de la brigade Darricau, à deux bataillons pour chaque régiment, soit au total 5 971 hommes,. Le 14 juin 1807 Napoléon affronte à nouveau l'armée russe à Friedland. Le 6e corps du maréchal Ney passe à l'attaque sur le flanc droit mais se retrouve bientôt en difficulté. Napoléon envoie pour le soutenir le Ier corps de Victor. Celui-ci parvient à bousculer le centre russe tandis que Ney relance ses soldats sur la droite ; dans le même temps l'artillerie du Ier corps remarquablement dirigée par le général Sénarmont creuse de larges sillons dans les rangs ennemis. La Garde impériale russe est refoulée et l'infanterie française s'empare de Friedland, donnant la victoire à Napoléon.

#### Dans la péninsule Ibérique

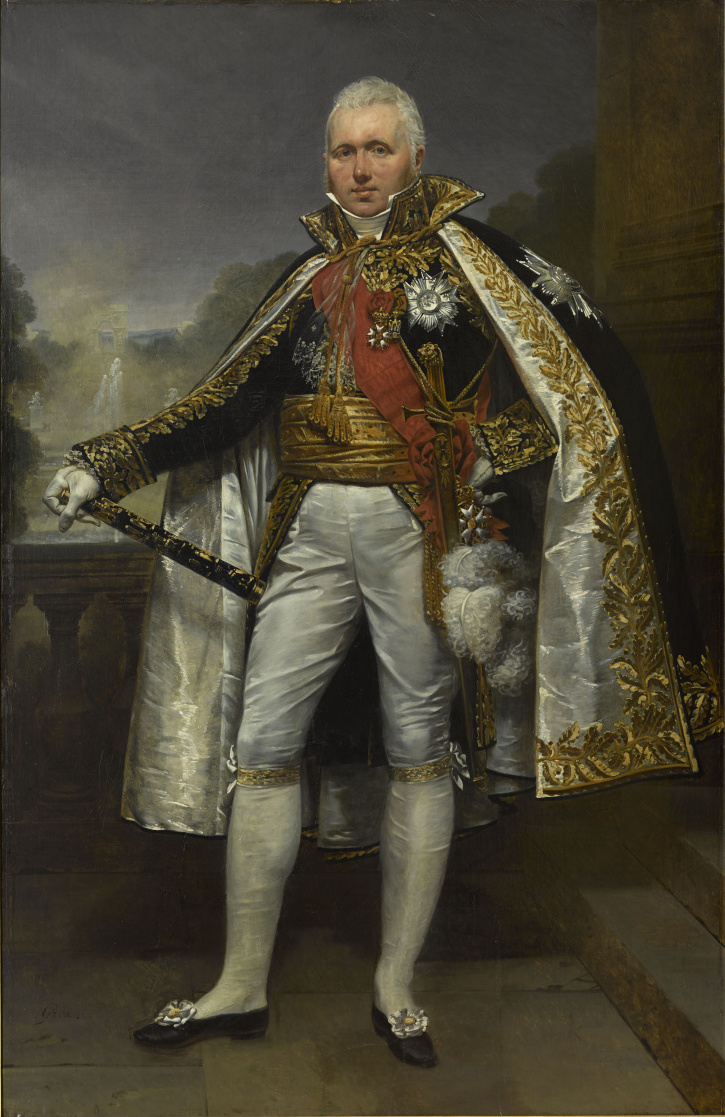
Le maréchal Victor, commandant le Ier corps de l'armée d'Espagne.

Par lettres patentes du 26 octobre 1808, Lapisse est créé baron de Sainte-Hélène et de l'Empire puis chevalier de l'ordre de la Couronne de fer. Le même mois, le Ier corps de Victor — qui a reçu son bâton de maréchal à l'issue de la campagne de 1807 — fait marche vers la péninsule Ibérique. La division Lapisse, la 2e, est composée des mêmes régiments qu'à Friedland mais à trois bataillons chacun. Le 10 novembre 1808, lors de la bataille d'Espinosa, Victor se heurte de front à l'armée espagnole du général Blake. Villatte lance son infanterie à l'assaut sans attendre les renforts de Victor. L'attaque française est toutefois repoussée par les réguliers de la División del Norte du marquis de La Romana. Victor arrive à son tour sur le champ de bataille avec ses deux divisions Lapisse et Ruffin dont une partie vient renforcer Villatte. Une nouvelle attaque est lancée au même endroit mais est derechef rejetée par La Romana que Blake a néanmoins dû faire soutenir. Les combats s'interrompent au cours de la journée en raison d'un épais brouillard. Le 11, Victor estimant que Blake doit s'attendre à une attaque sur sa droite comme les deux précédentes, change de stratégie et envoie Lapisse assaillir le flanc gauche espagnol. Cette fois, les défenseurs ne sont pas de la même qualité que les réguliers de La Romana et, après la mise hors de combat de leurs principaux officiers, les Espagnols se replient. Le général Maison, l'un des subordonnés de Lapisse, mène sa brigade sur le centre espagnol juste au moment où Victor ordonne un assaut frontal avec le reste du Ier corps. Sous le poids de l'attaque française, l'armée espagnole craque et se désagrège dans les montagnes environnantes. Les Français ont perdu un millier d'hommes, morts ou blessés, mais leurs adversaires laissent sur le terrain 3 000 hommes environ dont un tiers pour la seule División del Norte. Au 21 novembre 1808, la division Lapisse est forte de 10 651 hommes répartis en deux brigades sous les généraux Laplane et Darricau. 
Le 1er janvier 1809, Napoléon donne l'ordre à Lapisse d'opérer indépendamment du Ier corps dans la province de León. Il se voit adjoindre pour cette mission, en plus de sa division, les brigades de cavalerie Rioult-Davenay et Maupetit. Mécontent de cet état de fait qui l'ampute d'une partie de ses effectifs, Victor demande avec insistance que la division Lapisse lui soit à nouveau rattachée, ce que le roi Joseph Bonaparte se refuse obstinément à faire. Décevant les espérances du maréchal, Napoléon a projeté l'invasion du Portugal en trois axes : au nord, Soult et ses 20 000 hommes ; à l'est, 9 000 soldats sous les ordres de Lapisse ; enfin, au sud, le Ier corps de Victor. Face à Lapisse, le général britannique Wilson avec ses 1 200 réguliers portugais emploie une tactique agressive dans le but d'impressionner le général français. La manœuvre réussit brillamment : Lapisse, persuadé d'être en infériorité numérique devant l'audace de son adversaire, interrompt sa progression. Finalement, déconcerté par les méthodes de Wilson, il renonce et bat en retraite pour faire sa jonction avec Victor. Il tombe en chemin sur les miliciens et réguliers portugais du colonel Mayne qu'il disperse à la bataille d'Alcantara, le 14 mai 1809. Les Portugais dénombrent 250 tués ou blessés alors que les pertes françaises sont minimes. Les troupes de Lapisse en profitent pour mettre la ville à sac avant de rejoindre Victor à Mérida. Deux jours auparavant, l'armée britannique commandée par le général Wellesley bat le maréchal Soult lors de la seconde bataille de Porto et le contraint à évacuer le Portugal, mettant un terme à la seconde invasion française du pays.

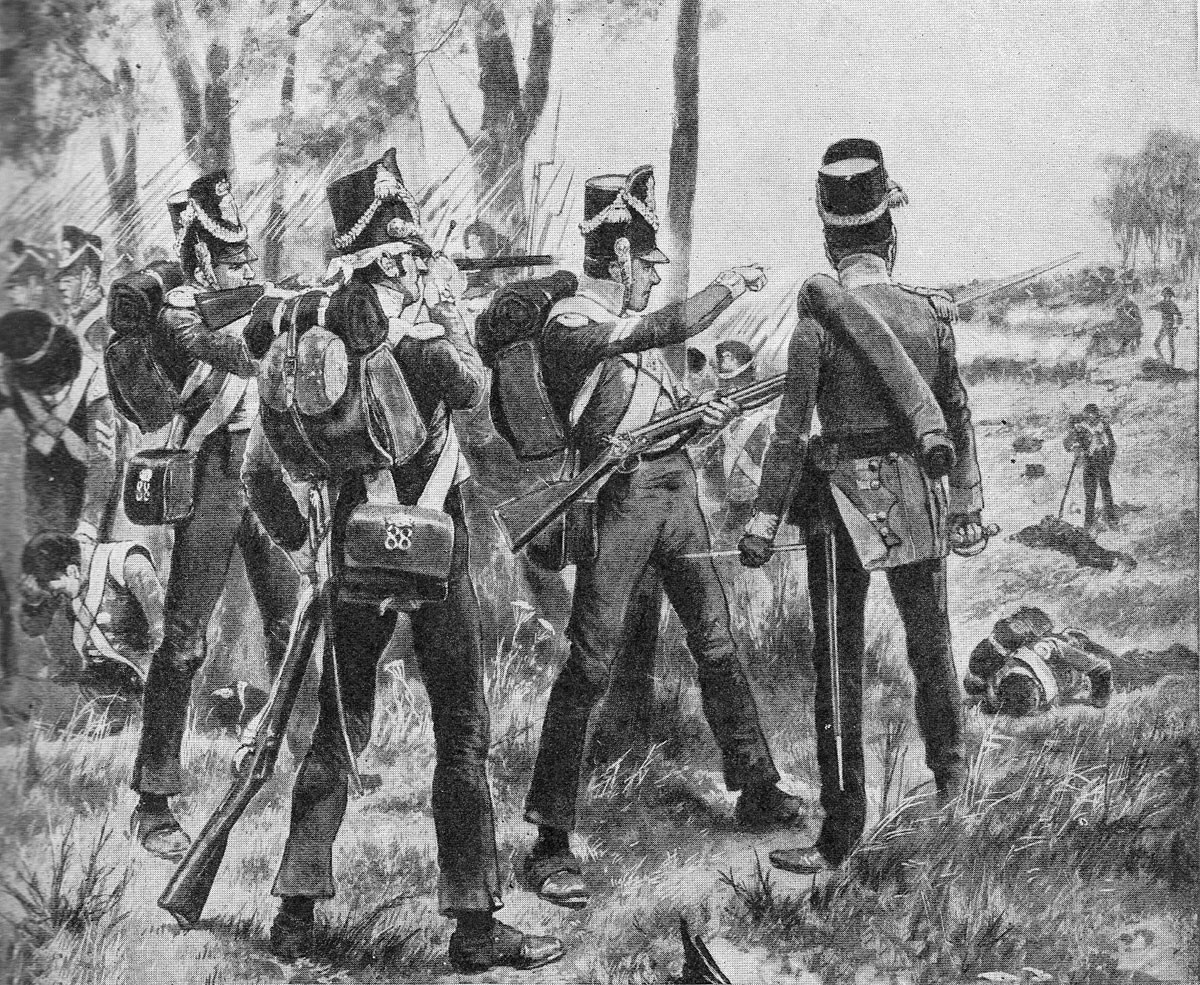
Les fantassins britanniques au combat de Casa de Salinas, le 27 juillet 1809.

Le 27 juillet 1809, alors que Victor poursuit l'armée espagnole de la Cuesta, Wellesley tente de couvrir la retraite de son allié au passage de l'Alberche. Après avoir supervisé l'opération avec succès, la 3e division britannique du général John Randoll Mackenzie repasse sur la rive ouest. La cavalerie britannique s'est retirée car les bois entourant le village de Casa de Salinas, où s'est installée la division Mackenzie, ne permettent pas son utilisation. La division Lapisse survient sur ces entrefaites et, franchissant à son tour l'Alberche sans être repérée, parvient à s'approcher très près des positions anglaises en raison de l'absence de piquets. L'attaque soudaine de Lapisse contre l'aile gauche de Mackenzie surprend complètement ses adversaires — y compris Wellesley, présent dans le secteur à ce moment. Le 16e régiment d'infanterie légère, soutenu par le reste de la division, se jette sur la brigade Donkin et rompt successivement trois bataillons des 87e, 88e et 31e régiments britanniques qui perdent 80 prisonniers. Les 45e et 60e régiments parviennent quant à eux à tenir leur position et couvrent la retraite de leurs infortunés camarades. Bien que pressée vivement par les Français, la division Mackenzie fait retraite en bon ordre, avec l'appui opportun du 14e dragons légers et de la cavalerie légère de la King's German Legion. Le combat de Salinas coûte aux Britanniques 447 pertes, parmi lesquelles 70 tués, 284 blessés et 93 disparus. À titre d'exemple, le 87e a perdu à lui seul 198 hommes. Les pertes françaises sont nettement inférieures, probablement en-dessous de la centaine.

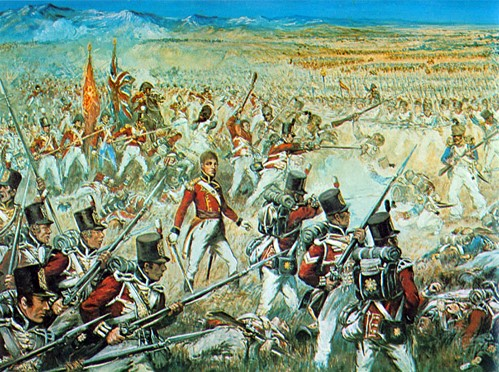
Le 3e régiment des gardes britanniques à la bataille de Talavera. Cette unité fait partie de la division Sherbrooke, à laquelle est confrontée la division Lapisse.

Le lendemain, le Ier corps de Victor et le IVe de Sébastiani, avec l'appoint de la garnison de Madrid sous la direction d'ensemble du roi Joseph, se présentent face aux troupes de Wellesley retranchées sur les hauteurs de Talavera. La division Lapisse compte alors 6 862 fantassins organisés de la même manière qu'à Espinosa. Deux attaques menées au matin par la division du général Ruffin ont déjà échoué lorsque Joseph et son chef d'état-major, le maréchal Jourdan, arrivent sur le champ de bataille à 10 h. Le roi reste d'abord circonspect à l'idée d'un troisième assaut que Jourdan pour sa part juge « suicidaire » ; cependant, devant l'impétuosité de Victor, Joseph donne son accord pour tenter une ultime percée. À 14 h, 80 canons français ouvrent le feu sur les positions ennemies et réduisent rapidement au silence les 36 pièces anglo-espagnoles. La division allemande de Leval s'avance la première sur la gauche mais, accablée par un feu nourri, recule avec de lourdes pertes. À 15 h, c'est au tour de Lapisse et de Sébastiani, respectivement à droite et au centre, d'engager le combat avec la division Sherbrooke — brigades Langwerth et Löw renforcées du 2e bataillon du 83e régiment. Le 16e léger et le 45e de ligne de la brigade Laplane, formés en colonnes par divisions, repoussent les tirailleurs ennemis et commencent à fusiller l'infanterie britannique qui reste impassible. Les Français ne sont plus qu'à 50 m lorsque les Britanniques libèrent une salve dévastatrice. Fauchés à bout portant, les fantassins de Lapisse s'effondrent par centaines tandis que les survivants prennent la fuite, poursuivis la baïonnette dans les reins par les hommes de Sherbrooke. Dans leur élan, les Guards britanniques et quelques unités de la King's German Legion poussent trop loin leur avantage et sont décimés à leur tour par la seconde brigade de Lapisse restée en arrière. Le 2e bataillon de la KGL perd 387 hommes en 20 min tandis que le 5e abandonne une centaine de prisonniers aux Français. Le général Langwerth est tué. Sébastiani et Lapisse reprennent leur progression et arrivent une nouvelle fois au contact de la ligne britannique que Wellesley a fait renforcer par des troupes fraîches. Le duel de mousqueterie dégénère en un combat acharné. 1 700 hommes tombent de part et d'autre avant que les Français ne soient contraints de battre en retraite. Le général Lapisse est mortellement blessé en conduisant l'assaut du 16e léger. Transporté à Santa Olalla, il y meurt deux jours plus tard.

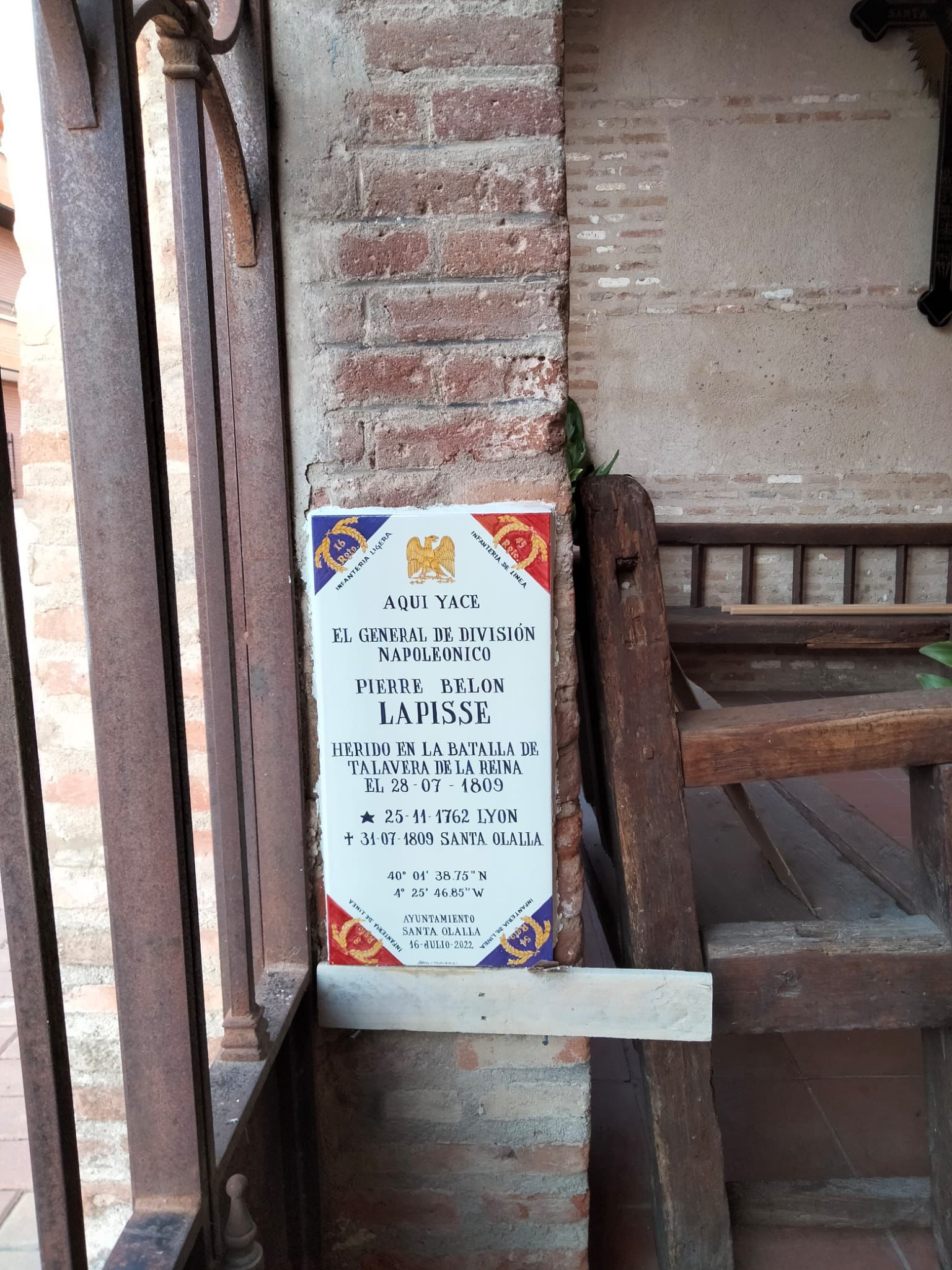
Plaque funéraire de la tombe du général Lapisse en l'église San Julián de Santa Olalla.
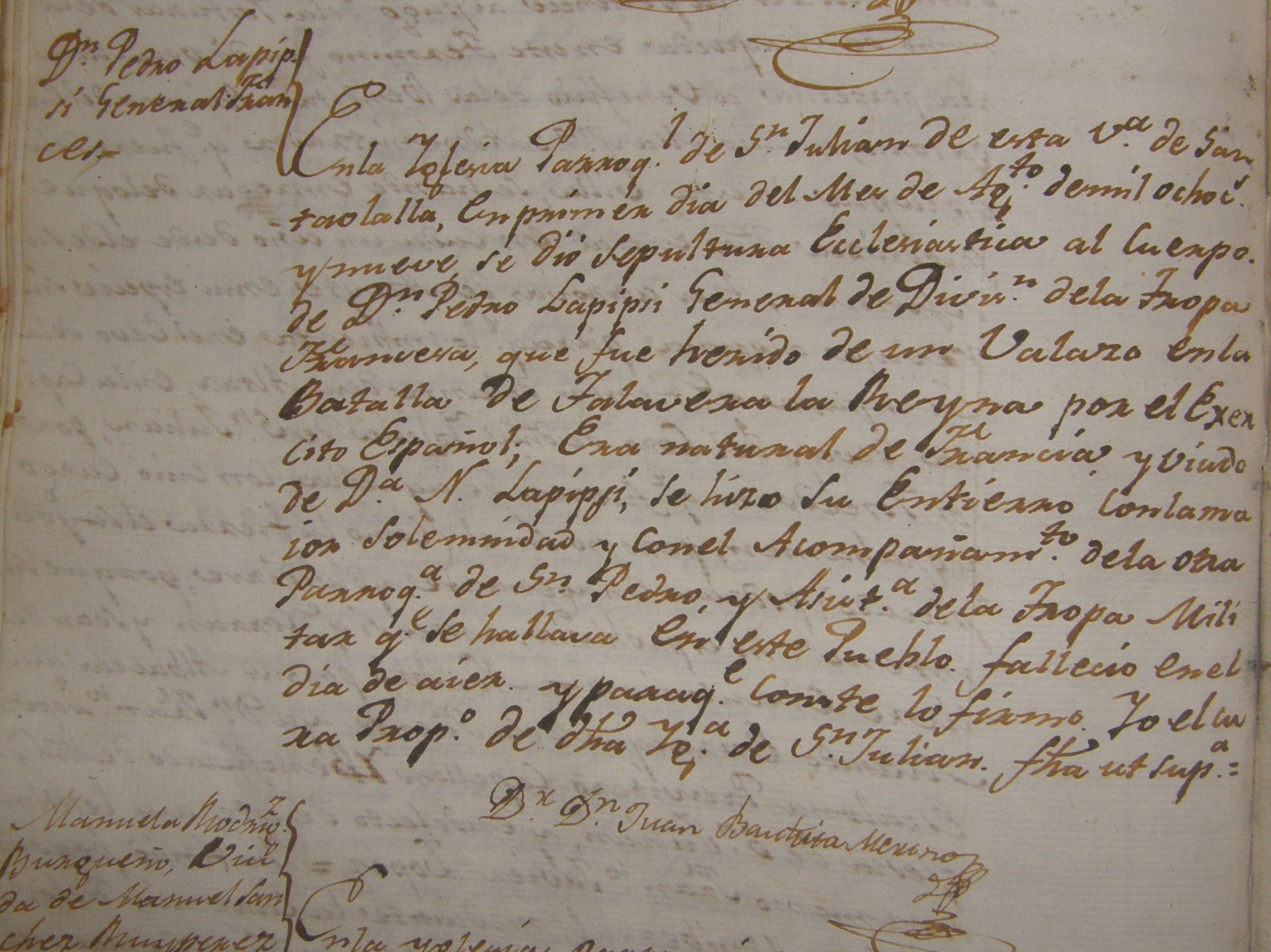
Acte de décès et d'inhumation du général Lapisse, 1er août 1809.

## Regards des contemporains
Dans son Journal de campagne, le colonel François Vigo-Roussillon, alors chef de bataillon au 8e régiment d'infanterie de ligne, porte un jugement sévère sur le général Lapisse :

« Ma surprise fut grande en voyant le général tenir sa carte à rebours. Le fait est qu’il ne savait la lire. Un aide de camp dirigeait toutes les affaires, écrivait sous son nom et dirigeait la division. L’Empereur ne voyant le général qu’à la tête de ses troupes le croyait plus capable. Il est vrai qu’il était brave mais rien de plus. »

## Titres
- 1er baron de Sainte-Hélène et de l'Empire (décret du 19 mars 1808, lettres patentes du 26 octobre 1808 à Paris). Jean-Pierre Tarin précise que « Sainte-Hélène est simplement le nom d'une localité située dans son majorat et n'a évidemment rien à voir avec une certaine île qui n'est pas encore entrée dans l'Histoire »[42].

## Hommage, honneurs, mentions…

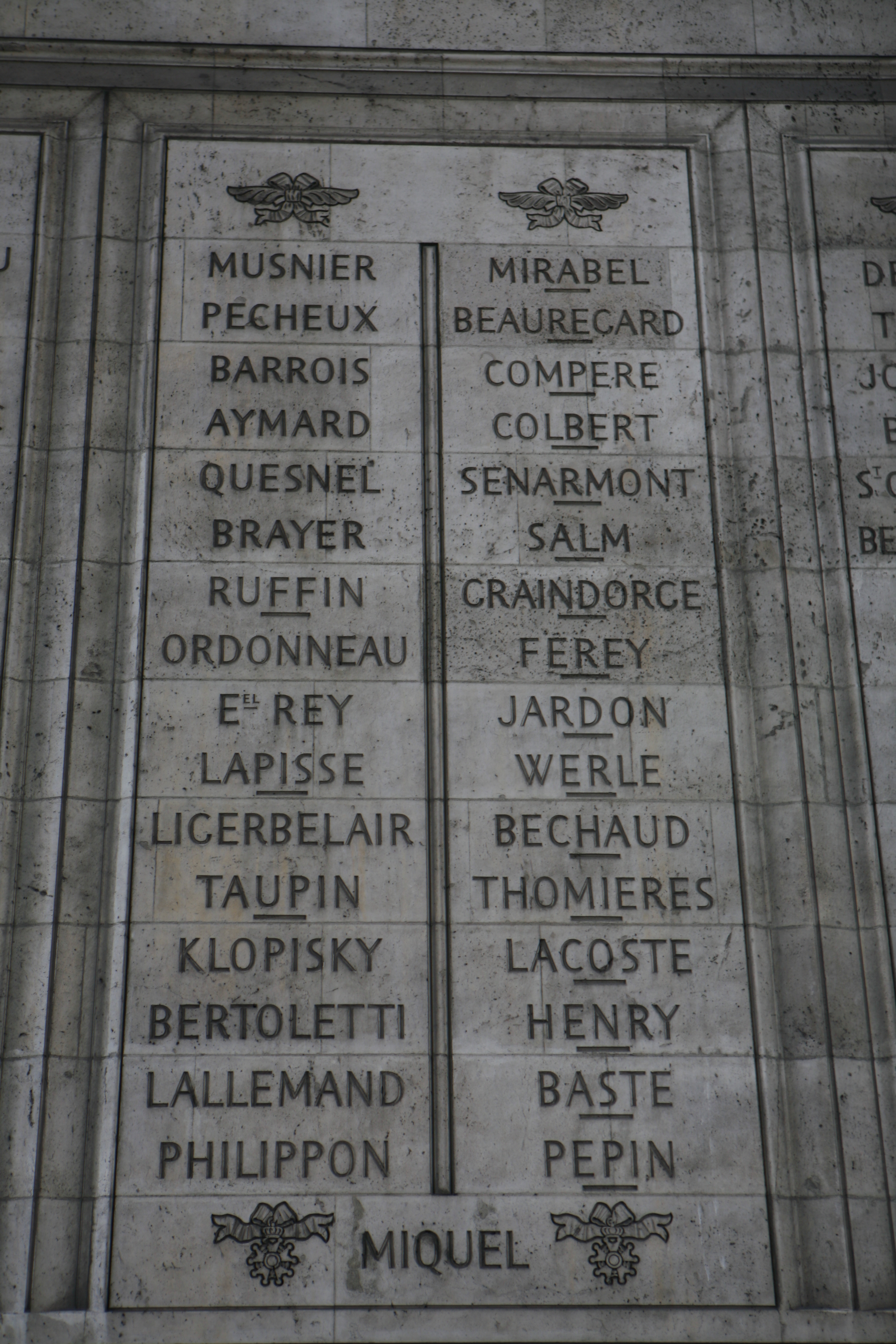
Noms gravés sous l'arc de triomphe de l'Étoile : pilier Ouest, 37e et.

L'Empereur, par décret du 1er janvier 1810, ordonne que la statue du général Lapisse serait placée sur le pont de la Concorde, mais les événements de l'époque s'opposent à l'exécution de ce projet. Le nom de LAPISSE est gravé sous le pilier Ouest de l'arc de triomphe de l'Étoile à Paris.

## Armoiries
| Figure | Blasonnement |
|        | Armes du baron de Sainte-Hélène et de l'Empire Ecartelé, au premier d'azur au tétraêde d'argent, accompagné de trois molettes d'éperon de même deux et une; au deuxième des barons militaires; au troisième de gueules au château d'argent maçonné et ajouré de sable, ayant une de ses tours en ruine, au quatrième d'or à trois têtes de more, tortillées d'argent deux et une. Livrées : les couleurs de l'écu |